# Krodhadevate
Krodhadevate je sanskrtski izraz, ki pomeni jezna božanstva.
Pri budistih v Tibetu so krodhadevate božanstva - zaščitniki nauka - in v vadžrajani vratarji mandal. Krodhadevate so bili demonski sovražniki budizma, dokler jih ni premagal mojster magije. Pustil jih je živeti, ker so mu prisegli, da bodo varovali Budov nauk. Upodobljeni so v močno črni ali rdeči barvi, s tremi očmi ter osmimi kačami in lobanjami kot bistvenimi značilnostmi.